# Estadio Guaycura
El Estadio Guaycura es un estadio de fútbol localizado en La Paz, Baja California Sur, México. Cuenta con una capacidad de 5,500 espectadores. Es la sede del Club Atlético La Paz que participa en la Liga de Expansión MX. Junto con el Estadio Arturo C. Nahl y la Arena La Paz forma parte del complejo conocido como Villa Deportiva de La Paz.

## Historia
El estadio que fue inaugurado en 1967, forma parte parte de la Villa Deportiva de La Paz, una serie de instalaciones deportivas integradas en un proyecto realizado por el Gobierno Federal para dotar de diversas instalaciones urbanas a la Ciudad de La Paz, capital del por entonces Territorio Sur de Baja California, ya que las autoridades nacionales buscaban modernizar e impulsar a la región con el objetivo de mejorar su integración con el resto del país, lo que se tradujo en diversas obras de infraestructura deportiva, cultural, educativa y de transportes.
En 2018, el estadio fue sometido un proceso de remodelación y modernización con el objetivo de cumplir los requisitos necesarios para autorizar su uso como sede de fútbol profesional en el tercer nivel del fútbol mexicano, que incluyó la colocación de cinco mil butacas, instalación de iluminación LED, vestidores, palcos, servicios sanitarios y la colocación de una zona destinada a personas de movilidad reducida.
El 23 de febrero de 2019 fue inaugurada la renovación del estadio con un encuentro entre dos combinados de exjugadores de los clubes América y Guadalajara, además, se dio a conocer que el estadio se convertiría en la sede de un equipo llamado Lobos Marinos de La Paz, el cual comenzó a competir en la Serie B a partir de la temporada 2019-2020, aunque únicamente tuvo actividad durante un año futbolístico.
Después de dos años sin albergar a ningún equipo profesional, el estadio volvió a acoger a un club de fútbol cuando fue anunciado como la sede del Club Atlético La Paz, el cual comenzó a competir en el Torneo Apertura 2022 en la Liga de Expansión MX, segundo nivel del sistema de ligas de fútbol mexicano.

## Otros usos
El estadio también es utilizado para otro tipo de eventos masivos como la celebración de conciertos o reuniones políticas, además de partidos de fútbol amateur.